# کا+اس
کا+اس (به آلمانی: K+S) شرکت آلمانی تولیدکننده عمده مواد شیمیایی، کودهای کشاورزی و نمک است، که دفتر مرکزی آن، در شهر کاسل، آلمان قرار دارد.
این شرکت، بزرگترین تولیدکننده پتاس و کود شیمیایی در اروپا است، همچنین پس از خریداری شرکت مورتون سلت، بعنوان بزرگترین تولیدکننده نمک در جهان، محسوب می‌شود.
شرکت کا+اس در زمینه تولید و عرضه انواع دیگر کودهای معدنی، مانند کودهای منیزیم و سایر مواد مغذی مورد استفاده در صنایع کشاورزی نیز، فعالیت می‌نماید. این شرکت در بازار بورس فرانکفورت ذکر شده است و جزئی از شاخص دکس آلمان می‌باشد.